# Durga

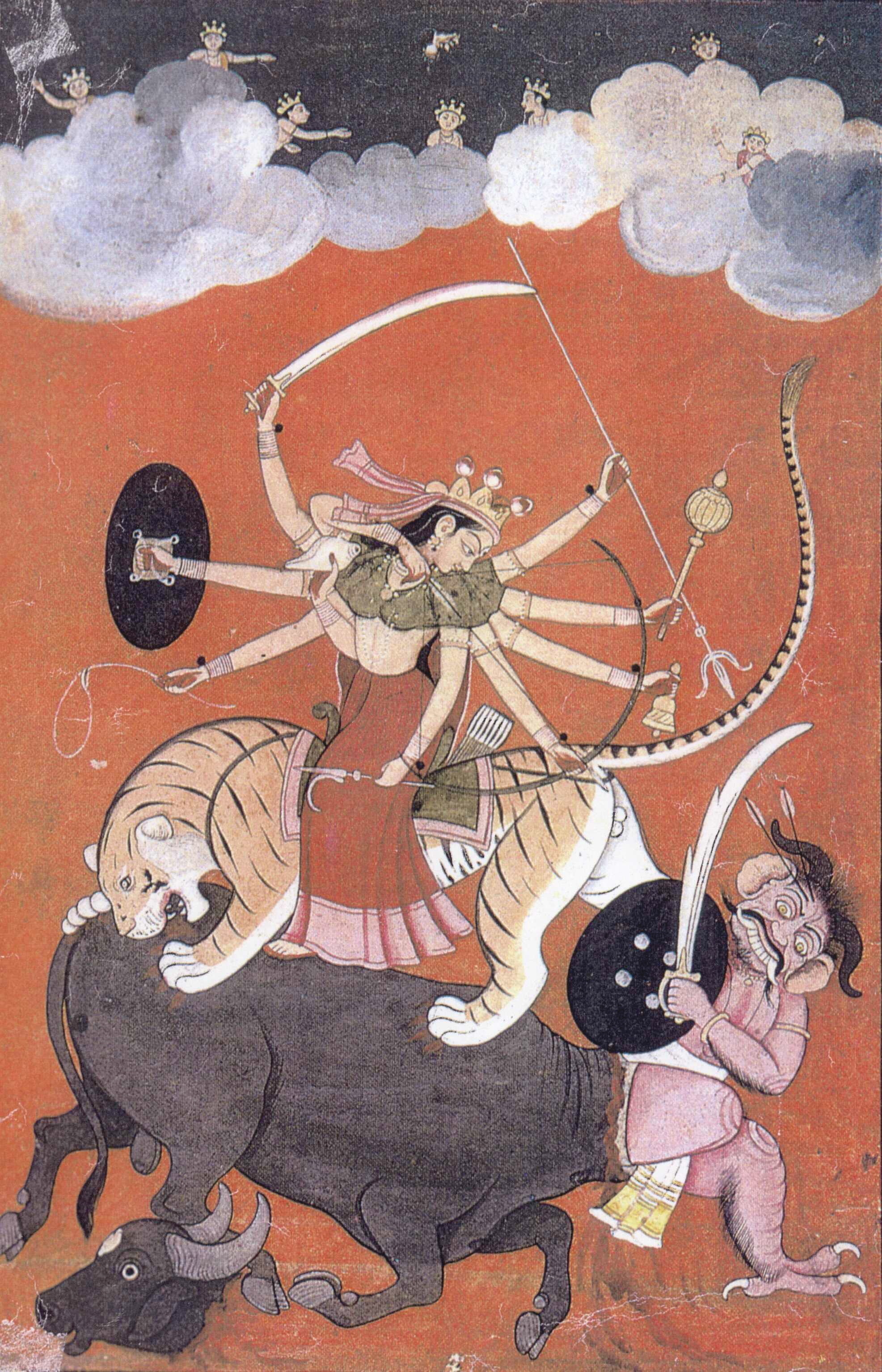
Durga

Durgá (v sanskrtu दुर्गा) je hinduistická bohyně, jedna z podob manželky boha Šivy (v dalších podobách Párvatí, Šakti, Kálí). Její jméno znamená doslova "těžko přístupná". Má podobu líté bojovnice a bývá oslavována jakožto ničitelka zlých démonů - asurů. Čtyřdenní svátek na její počest, Durgápúdžá, se stal nejdůležitějším svátkem roku v řadě indických států. Jejím jízdním zvířetem je lev či tygr. Bývá zobrazována s deseti pažemi a řadou atributů, zejména zbraní (luk a šíp, dýka, palice, meč, oštěp).

Lalitá sahasranáma, významný text z Brahmánda Purány, ve svém phala šruti 68-69 zmiňuje 10 hlavních jmen Déví, jejichž pronášení "léčí negativní následky Kalijugy":

Gangá, Gájatrí, Šjámalá ("načernalá"), Lakšmí, Kálí, Bálá (malá dívka, dcera Lality), Lalitá (Tripurasundarí), Rádžarádžéšvarí (svrchovaná vládkyně), Sarasvatí, Bhavání (partnerka Bhavy, tj. Šivy) + Mátá (matka)

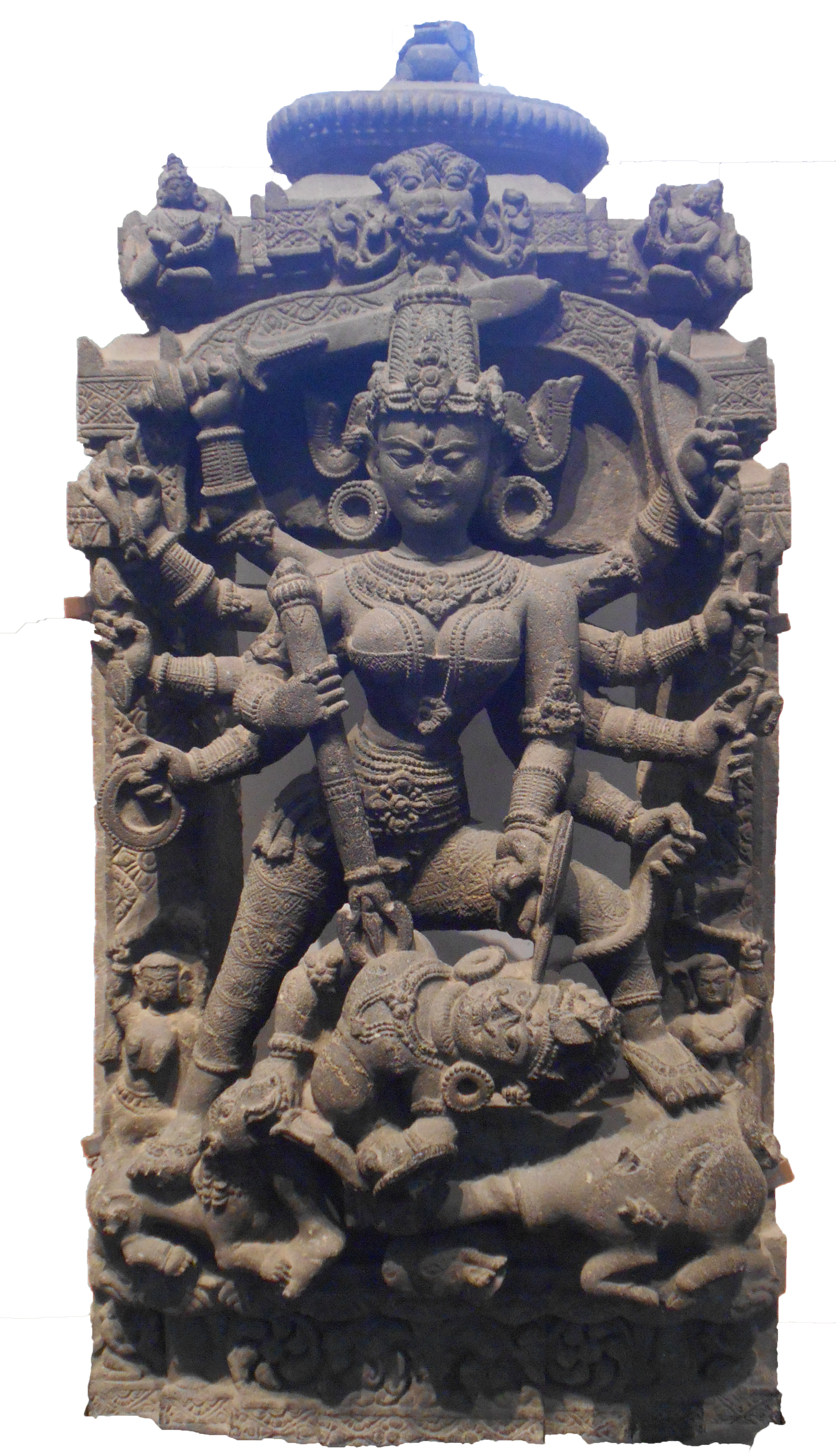
Devi Durga, Indian Museum, kolkata